# Bom Sucesso de Itararé (kommun)
Bom Sucesso de Itararé är en kommun i Brasilien.   Den ligger i delstaten São Paulo, i den södra delen av landet, 1 000 km söder om huvudstaden Brasília. Antalet invånare är 3 571.
Följande samhällen finns i Bom Sucesso de Itararé:
- Bom Sucesso de Itararé

I omgivningarna runt Bom Sucesso de Itararé växer i huvudsak städsegrön lövskog. Runt Bom Sucesso de Itararé är det glesbefolkat, med 15 invånare per kvadratkilometer.